# Новоселиця (Попільнянська селищна громада)
Новосе́лиця — село в Україні, у Житомирському районі Житомирської області. Входить до складу Попільнянської селищної громади. Населення становить 726 осіб. 

## Географія
Через село тече річка Новосілка, ліва притока Роставиці.

## Історія
Під час організованого радянською владою Голодомору 1932—1933 років померло щонайменше 266 жителів села.
До 2016 року орган місцевого самоврядування — Новоселицька сільська рада.

## Персоналії
- Уродженцем села є Левченко Григорій Андріанович (1901-1944) — український мовознавець
- Гоменюк Микола Григорович (1950-2003) — заслужений журналіст України.
- Голішевський Іван Леонідович «Герой України»